# Tulsa Jesus Freak
"Tulsa Jesus Freak" é uma canção da cantora e compositora estadunidense Lana Del Rey, presente em seu sétimo álbum de estúdio Chemtrails over the Country Club (2021). A faixa foi composta por Del Rey e Jack Antonoff, enquanto a produção ficou a cargo dos mesmos. Em 26 de março de 2021, a Interscope e Polydor enviaram a faixa para impacto nas rádios britânicas, servindo como o quarto single do álbum.

## Antecedentes
Lana Del Rey compôs "Tulsa Jesus Freak" em 2019, e compartilhou uma breve prévia da canção em suas redes sociais em 6 de agosto de 2020. O texto da canção apresenta "white hot forever", o título original de Chemtrails over the Country Club. A principal inspiração em sua composição é Sean "Sticks" Larkin, que em 2019 teve um relacionamento com a artista, que passou um tempo em sua cidade natal Tulsa, Oklahoma.
A canção se destaca das outras faixas do álbum, pelo uso excessivo do Auto-Tune, um software de distorção vocal, um elemento típico em canções de hip hop.

## Créditos
Créditos adaptados do encarte do álbum.
- Lana Del Rey — compositor, produtor, vocais.
- Jack Antonoff — compositor, produtor, mixagem, bateria, guitarra, percussão, cordas, sintetizador.
- Laura Sisk — engenheiro, mixagem.
- Chris Gehringer — engenheiro de masterização.
- John Rooney — assistente de engenheiro de gravação.
- Jon Sher — assistente de engenheiro de gravação.

## Desempenho nas tabelas musicais
| Tabela musical (2021)                 | Melhor posição |
| ------------------------------------- | -------------- |
| Bélgica (Ultratop 50 de Flandres)     | 96             |
| Irlanda (IRMA)                        | 57             |
| Portugal (AFP)                        | 181            |
| Reino Unido (Official Charts Company) | 86             |

## Históricos de lançamentos
| Região      | Data                | Formato(s)             | Gravadora(s)       | Ref.  |
| ----------- | ------------------- | ---------------------- | ------------------ | ----- |
| Reino Unido | 26 de março de 2021 | Contemporary hit radio | Interscope Polydor | [ 2 ] |